# Puente de San Roque
El puente de San Roque es uno de los puentes que se encuentran en la ciudad de Alcoy (provincia de Alicante, Comunidad Valenciana, España). Es obra del arquitecto Eduardo Miera y sus obras se realizaron entre los años 1861 y 1862.

## Descripción
El puente une los barrios de Santa Rosa y de Horta Major. Fue construido para ejecutar la carretera de Játiva a Alicante en 1861. Es del siglo XIX, época en que la industria local y la economía alcoyana conocieron su mayor esplendor y como otros puentes de esta misma época, se construyó con piedra extraída de las pedreras locales. 
Al finalizar su construcción fue el eje principal del ensanche de Alcoy. El ayuntamiento de Alcoy pagó parte de los costes para evitar las curvas que pretendían hacer los ingenieros del Estado.
Permite ver al fondo el pequeño río del barranco de Soler, el cual, en dirección al centro de la ciudad, aumenta el caudal del río Barchell. Según lo proyectó Eduardo Miera, tiene tres arcos de medio punto similares a los del puente de la Pechina, de ocho metros, y una altura considerable, con una alzada máxima de 20,5 metros, salvando un amplio barranco.